# 문승국
문승국(영어: Moon Seungguk, 1952년 ~ )은 서울특별시 행정2부시장을 역임한 전라남도 순천 출신의 공무원, 교수이다.

## 경력
- 2011년 11월 : 서울특별시 행정2부시장
- 2009년 9월 : 희망제작소 고문
- 2009년 1월 : 서울시립대학교 도시행정학과 초빙교수
- 2008년 1월 : 서울특별시청 물관리국장
- 2006년 8월 : 서울특별시청 균형발전추진본부 도심활성화추진단장
- 2002년 7월 : 서울특별시 성북구 부구청장
- 1998년 8월 : 서울특별시청 도시계획국 도시계획과장
- 1993년 10월 : 서울특별시청 구로구 건설국장

## 학력
- 순천고등학교 졸업
- 육군사관학교 졸업(30기)
- 중앙대학교 대학원 토목공학과 공학석사
- 도호쿠 대학교 대학원 도시계획학과 공학석사
- 서울시립대학교 대학원 도시계획학과 공학박사